# RTV Oost

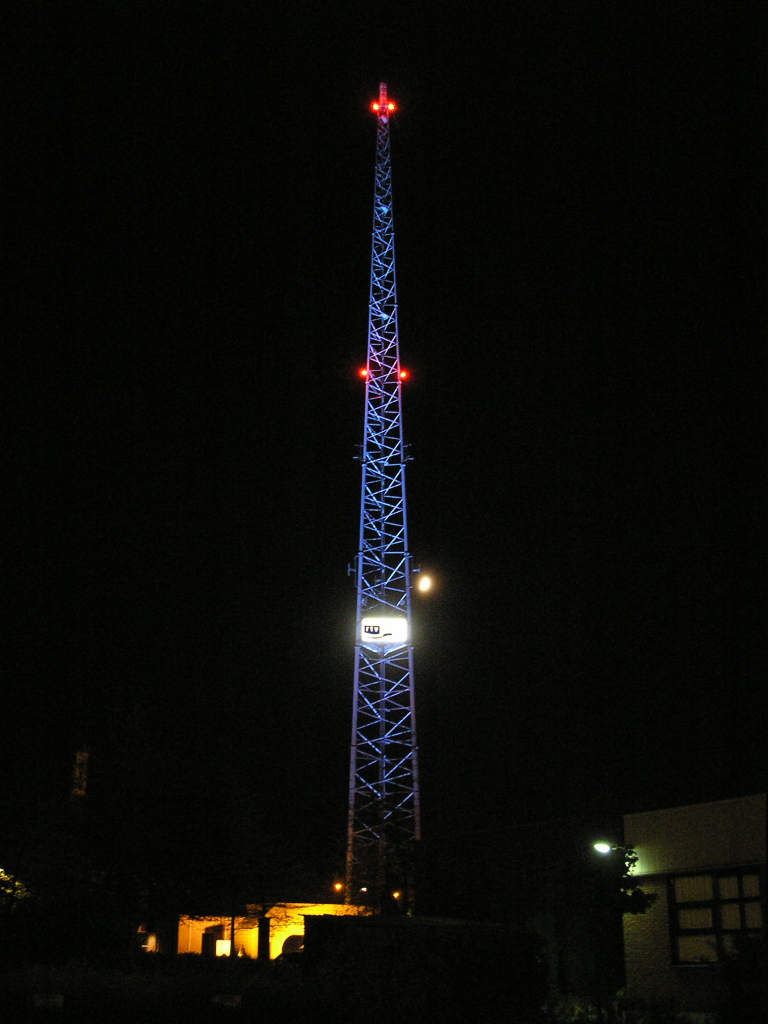
Zendmast van Oost in Hengelo. Gebouwd in 2003, 125m hoog

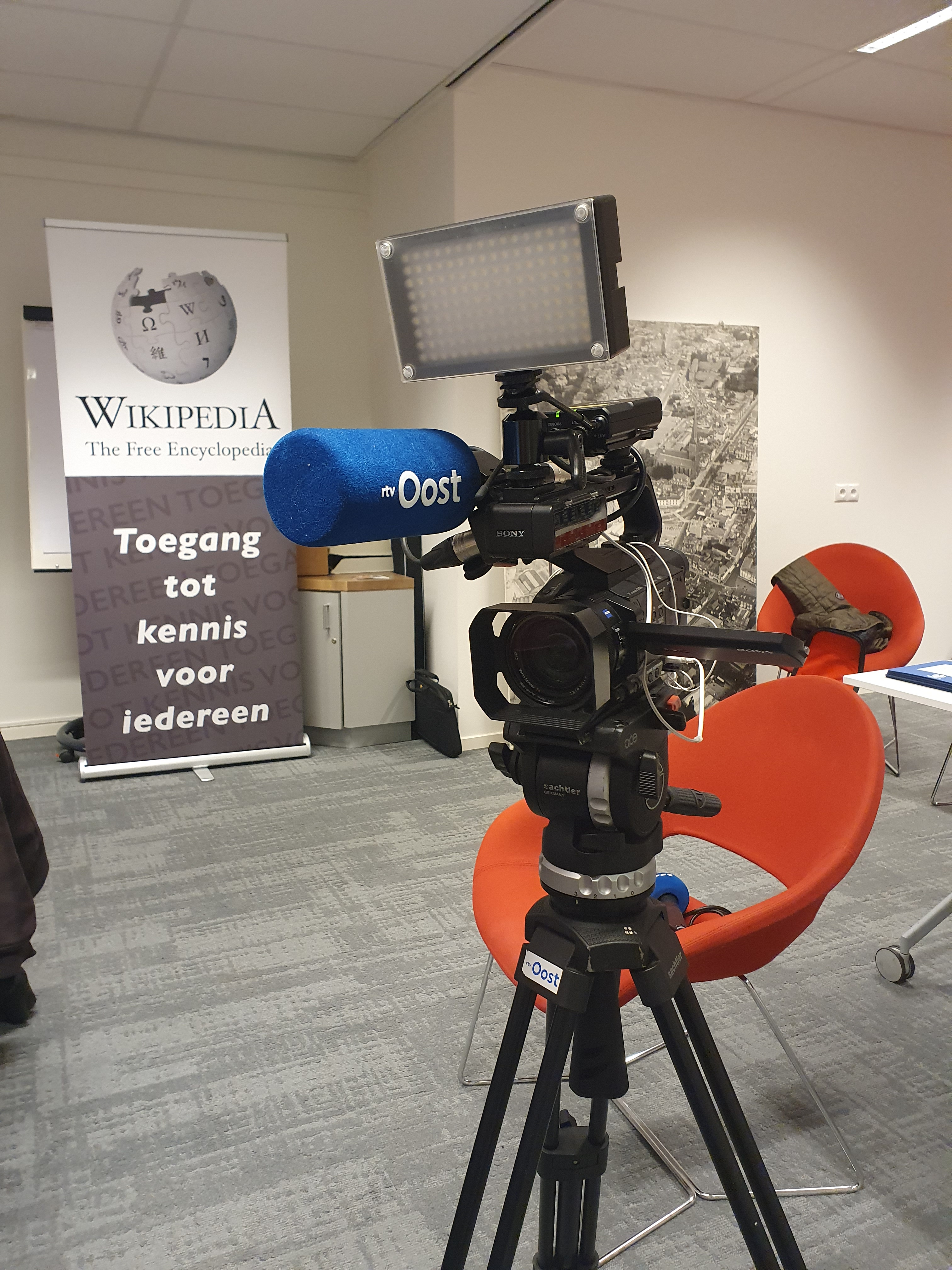
Oost in de bibliotheek van Hengelo tijdens de wikikring Twente, April 2022

RTV Oost (tussen 2024 en 2025 Oost) is de regionale publieke omroep en rampenzender van de Nederlandse provincie Overijssel. De omroep is gevestigd in Hengelo en heeft een vestiging in Zwolle. RTV Oost zendt uit vanaf de zendstations in Hengelo, Markelo, Losser en Zwolle.
In 2021 waren 118 medewerkers in dienst van de omroep. Daarnaast maakt de omroep gebruik van freelancers.

## Oprichting
De voorloper van RTV Oost was Radio Oost, dat in 1978 werd opgericht als regionale afsplitsing van de RONO, de Regionale Omroep Noord en Oost. In eerste instantie was Radio Oost de regionale zender voor Overijssel en Gelderland en stond het onder bewind van de NOS. Toen in 1989 de regionale omroepen verzelfstandigden en Gelderland zijn eigen regionale omroep (Radio Gelderland, later Omroep Gelderland) kreeg, werd Radio Oost de omroep voor Overijssel. In 1992 werd de naam gewijzigd in RTV Oost. De omroep begon toen als eerste regionale omroep van Nederland met 1 uur televisie in de week. Radio Oost ging vanaf 1997 24 uur per dag uitzenden en was vanaf dat moment een volwaardige radiozender. Via TV Oost konden de mensen in de provincie dagelijks het laatste nieuws zien en informatie lezen via Tekst TV en Teletekst Oost. In 1999 nam TV Oost afscheid van het NOS-journaal en werd alleen nog het regionale TV Oost Nieuws uitgezonden.
De afgelopen jaren is de uitzendtijd van RTV Oost op televisie steeds verder uitgebreid. Tegenwoordig zendt RTV Oost zeven dagen per week nieuws, sport en informatieve programma's uit.
Op 2 april 2024 veranderde de omroep zijn naam van RTV Oost in Oost. Echter werd dit "geen succes en leidde tot verwarring en onduidelijkheid", aldus interim-directeur Dink Binnendijk. De naam "Oost" komt veel voor in de regio waardoor men niet wist hoe men de omroep moest noemen. Per 23 april 2025 is deze naamsverandering teruggedraaid, met behoud van het logo uit 2024.

## Programma's
Het bekendste televisieprogramma dat op TV Oost werd uitgezonden was de Twentse soapserie Van Jonge Leu en Oale Groond. Deze serie, die op 2 oktober 2005 in première ging, werd landelijk bekend en werd ook op Nederland 1 bij de KRO uitgezonden. Daarmee is Oost het eerste regionale televisiestation met een succesvolle regiosoap die landelijk bekendheid heeft gekregen.
Door veranderd mediagebruik is RTV Oost zich per 2015 voornamelijk gaan richten op de 50-plusser. Radio Oost is geprogrammeerd als onderhoudend achtergrondmedium dat nieuws brengt wanneer het er is.
Op TV Oost is dagelijks het programma Bij Oost | Nieuws te zien. Wekelijks is De Oosttribune, waar al het wel en wee van de Overijsselse voetbalvelden wordt besproken, en het opsporingsprogramma Plaats Delict, in samenwerking met Omroep Gelderland, te zien.
Andere bekende programma's die op dit moment bij TV Oost worden uitgezonden zijn Special TV, De Wijkpatrouille en Buitenkans.
Tussen 1995 tot en met 2001 werd het wekelijkse interactieve praatprogramma De Hunnen uitgezonden, gepresenteerd door Jan Medendorp en Jan Kikkert. In die jaren schoven er 113 gasten aan. Tussen 2007 en 2014 was er een dagelijks praatprogramma En dan nog even dit, onder meer gepresenteerd door Leonie ter Braak, Carrie ten Napel en Bert Eeftink. In 2012 zond TV Oost een dagelijkse sitcom uit, genaamd De Groote Markt 30. De comedy werd volledig in het dialect vertolkt. Laus Steenbeeke speelde de rol van kroegbaas.

## Presentatie
De omroep maakt gebruik van diverse presentatoren en nieuwslezers. Bekende vaste presentatoren zijn Edwin van Hoevelaak, Marcel Oosten en Willie Oosterhuis. Bekende voormalige medewerkers zijn de presentatoren Leonie ter Braak, Carrie ten Napel, Harm Agteresch en de nieuwslezer Matijn Nijhuis.

## Prijzen
- In 2019 won RTV Oost met 'Hét Verkiezingsprogramma van Overijssel' een Prix Circom (een Europese prijs voor beste televisieproducties van regionale Europese media) in de categorie meest origineel en vernieuwend.
- In 2014 won RTV Oost de Prix Circom met de documentaire 'Houdt God van vrouwen?'. In de prijswinnende documentaire is te zien hoe een vrouw in Staphorst strijdt voor de emancipatie van orthodox-christelijke vrouwen.
- In 2012 won RTV Oost de Prix Circom in de categorie 'Sociale interactie' voor het crossmediale verslag van de kampioenswedstrijd van FC Twente tegen Ajax op 15 mei 2011.
- In 2018 won RTV Oost de NL Award voor het tv-programma 'Ken ie mie nog'. De NL Awards zijn de jaarlijkse onderscheidingen voor de beste programma's van de regionale omroepen.
- In 2012 heeft RTV Oost zich met drie landelijke prijzen onderscheiden. Er zijn twee NL-Awards gewonnen voor de beste crossmediale productie en de beste varia productie. De prijzen zijn toegekend voor het verslag van de dag dat FC Twente het landskampioenschap verspeelde aan Ajax en voor het programma Groeten uit Assendorp. De crossmediale productie van FC Twente won daarnaast ook de Gouden NL Award, de hoogste Nederlandse prijs voor een productie van een regionale omroep.
- In 2008 won RTV Oost twee keer de NL Award. De documentaire ‘Staphorst in Tegenlicht’ won een award in de categorie ‘bijzondere externe producties’. In de categorie ‘radio varia’ was er een award voor De Roze Golf, het wekelijkse Radio Oost programma dat zich richt op onderwerpen rond homoseksualiteit.
- In 2000 won de radiotak de prijs voor informatieve radio tijdens de Marconi Awards. Normaal gesproken zijn deze vakprijzen alleen voor landelijke radiostations.

## Trivia
- In de jaren tachtig werd de compositie Gonna Fly Now van Maynard Ferguson gebruikt als uuropener voor Radio Oost.